# Кирбаев, Тузелбай
Тузелбай Кирбаев (каз. Түзелбай Кірбаев; 1 марта 1930, Чуйский район, Джамбулская область, КазССР, СССР — 15 апреля 1978, Кокшетау, КазССР, СССР) — советский и казахский партийный работник, хозяйственный, государственный и общественный деятель. Депутат Верховного Совета Казахской ССР VII созыва (1967—1971).

## Биография
Родился 1 марта 1930 года в селе Актобе Шуского района Жамбылской области. Происходит из рода Шымыр племени дулат.
В 1953 году окончил Московский институт цветных металлов и золота им. М. И. Калинина и Казахский государственный сельскохозяйственный институт.
С 1953 по 1970 год — заведующий мастерской, главный инженер, директор Грачевской МТС Володарского района Кокшетауской области, директор совхоза «Заветы Ильича», председатель Володарского райисполкома.
С 1967 по 1971 год — Депутат Верховного Совета Казахской ССР VII созыва от Кокчетавской области.
С 1970 по 1978 год — первый заместитель председателя Кокчетавского областного исполнительного комитета.

## Награды
Награждён орденом Октябрьской Революции.
Награждён четырьмя орденами Трудового Красного Знамени и медалями.
Награждён Почетной грамотой Верховного Совета Казахской ССР и др.